# Suriname az 1976. évi nyári olimpiai játékokon
Suriname a kanadai Montréalban megrendezett 1976. évi nyári olimpiai játékok egyik részt vevő nemzete volt. Az ország a játékokon 2 sportágban 3 sportolóval képviseltette magát, akik érmet nem szereztek.

## Atlétika
Férfi
| Versenyző     | Versenyszám | Előfutam | Előfutam | Előfutam | Negyeddöntő | Negyeddöntő | Negyeddöntő | Elődöntő | Elődöntő | Elődöntő | Döntő   | Döntő    |
| Versenyző     | Versenyszám | Idő      | Hely.    | Össz.    | Idő         | Hely.       | Össz.       | Idő      | Hely.    | Össz.    | Idő     | Helyezés |
| ------------- | ----------- | -------- | -------- | -------- | ----------- | ----------- | ----------- | -------- | -------- | -------- | ------- | -------- |
| Sammy Monsels | 100 m       | 10,58    | 1.       | 13.*     | 10,61       | 6.          | 22.         | kiesett  | kiesett  | kiesett  | kiesett | kiesett  |
| Sammy Monsels | 200 m       | 21,60    | 4.       | 25.*     | 21,29       | 5.          | 20.         | kiesett  | kiesett  | kiesett  | kiesett | kiesett  |
| Roy Bottse    | 800 m       | 1:49,85  | 7.       | 33.      |             |             |             | kiesett  | kiesett  | kiesett  | kiesett | kiesett  |

* - egy másik versenyzővel azonos időt ért el

## Cselgáncs
| Versenyző      | Versenyszám | Csoport | 32-es főtábla                | Nyolcaddöntő      | Negyeddöntő       | Elődöntő          | Vigaszág negyeddöntő      | Vigaszág elődöntő | Bronz- mérkőzés   | Döntő             | Helyezés |
| Versenyző      | Versenyszám | Csoport | Ellenfél Eredmény            | Ellenfél Eredmény | Ellenfél Eredmény | Ellenfél Eredmény | Ellenfél Eredmény         | Ellenfél Eredmény | Ellenfél Eredmény | Ellenfél Eredmény | Helyezés |
| -------------- | ----------- | ------- | ---------------------------- | ----------------- | ----------------- | ----------------- | ------------------------- | ----------------- | ----------------- | ----------------- | -------- |
| Ricardo Elmont | Középsúly   | A       | Valerij Dvojnyikov (URS) · V |                   |                   |                   | Süheyl Yeşilnur (TUR) · V | kiesett           | kiesett           |                   | 9.       |